# Americhernes orestes
Americhernes orestes es una especie de arácnido  del orden Pseudoscorpionida de la familia Chernetidae.

## Distribución geográfica
Se encuentra en Queensland (Australia).